# داغ (ترانه آوریل لوین)
«داغ» تک‌آهنگی از هنرمند اهل کانادا آوریل لوین است که در سال ۲۰۰۷ میلادی منتشر شد. این تک‌آهنگ در آلبوم بهترین چیز لعنتی قرار داشت.